# 矢口 (栄町)
矢口（やこう）は、千葉県印旛郡栄町の大字。郵便番号270-1502。

## 地理
北は茨城県河内町下町歩、北東は茨城県河内町田川、東は成田市竜台、南は興津、南西は北辺田、西は矢口神明、茨城県稲敷郡布鎌、北西は茨城県河内町十里に隣接している。
日本で初めて高規格堤防（スーパー堤防）が整備されたエリアである。

## 世帯数と人口
2017年（平成29年）11月1日現在の世帯数と人口は以下の通りである。
| 大字 | 世帯数 | 人口  |
| ---- | ------ | ----- |
| 矢口 | 93世帯 | 256人 |

## 小・中学校の学区
町立小・中学校に通う場合、学区は以下の通りとなる。
| 地域 | 小学校             | 中学校         |
| ---- | ------------------ | -------------- |
| 全域 | 栄町立北辺田小学校 | 栄町立栄中学校 |

## 施設
- 矢口青年館
- JA西印旛第七倉
- 一之宮神社
- 竜台川排水機場

## 交通

### バス
- 栄町循環バス[5]
  - 安食循環ルート[6][7]
    - （興津） - 28一宮神社下 - 29矢口神明 - 30芝坂上 - （北辺田）

### 道路
- 国道
  - 国道356号
  - 国道408号